# Kapparélli
Kapparélli (Kaparelli) är en ort i Grekland.   Den ligger i prefekturen Nomós Argolídos och regionen Peloponnesos, i den södra delen av landet, 110 km väster om huvudstaden Aten. Kapparélli ligger 414 meter över havet och antalet invånare är 299.
Terrängen runt Kapparélli är kuperad österut, men västerut är den bergig. Kapparélli ligger nere i en dal.Runt Kapparélli är det glesbefolkat, med 11 invånare per kvadratkilometer. Närmaste större samhälle är Koutsopódi, 17,9 km öster om Kapparélli. 